# 고스트 위스퍼러

고스트 위스퍼러(Ghost Whisperer)는 2005년 9월 23일부터 2010년 5월 21일까지 CBS에서 방영한 미국의 드라마이다.
유령을 보고 의사소통 할 수 있는 능력을 가진 멜린다 고든 (제니퍼 러브 휴이트)의 일상을 쫓아가면서 이야기를 전개한다. 멜린다는 다른 사람과 비슷한 평소의 삶을 살아가기 위해 노력하며, 앤티크 가게의 주인으로 일하면서 유령들을 반대편의 빛으로 넘어갈수있도록 도움을 준다.

## 출연자
- 멜린다 고든 (제니퍼 러브 휴이트)
- 짐 클랜시 (데이비드 콘래드)
- 안드레아 마리노 (아이샤 타일러)
- 릭 페인 (제이 모어)
- 델리아 뱅크스 (캠린 만하임)
- 네드 뱅크스 (타일러 패트릭 존스/크리스토프 샌더스)
- 엘리 제임스 (제이미 케네디)
- 아이덴 루카스 (콘노 기브스)
- 샘 루카스 (케네스 미첼)

## 참고
1. ↑  Ghost Whisperer Cast & Details, TV Guide website, accessed 7 February 2008